# الأزرق بن عقبة
الأزرق بن عقبة صحابي، كان حدادًا روميًا من عبيد الحارث بن كلدة، تزوج سمية بنت خباط بعدما فارقها زوجها ياسر أبو عمار، فولدت له سلمة بن الأزرق. والأزرق من العبيد الذين فرّوا من حصون ثقيف وقت حصارها في غزوة الطائف، وأسلم، فأعتقة النبي ودفعه إلى خالد بن سعيد بن العاص ليمونه ويعلمه. فصار حليفًا في بني أمية فانكحوه ونكحوا إليه.